# Замтлебе, Гюнтер
Гюнтер Замтлебе (нем. Günter Samtlebe; 1926—2011) — немецкий политический деятель, обер-бургомистр города Дортмунда с 1973 по 1999 годы.

## Биография
Родился 25 февраля 1926 года в Дортмунде в семье шахтера.
В возрасте 17 лет участвовал во Второй мировой войне. Позже, в 1983 году, стало известно, что Замтлебе был членом СС с 1943 года. В конце войны имел звание оберштурмфюрер СС.
После войны он работал на металлургическом заводе и учился в социальной академии.
В 1946 году стал членом Социал-демократической партии Германии (СДП). В 1956 году был членом городского совета Дортмунда, в 1969—1973 годах — председатель фракции СДП.
В 1972 году Гюнтер Замтлебе стал членом он социал-демократического общества по коммунальной политике земли Северный Рейн-Вестфалия и был его председателем до 1982 года.
С 1986 по 1999 годы он был членом Совета телеканала ZDF, с 1983 по 1999 годы — членом Немецкого института урбанистики в Берлине.
Умер 7 июля 2011 года в Дортмунде.
Был женат и имел двух дочерей.

## Награды
- Награждён орденом Британской империи (королевой Елизаветой II — за заслуги в немецко-британской дружбе, апрель 1980).
- Награждён орденом «За заслуги перед Федеративной Республикой Германия» (январь 1992).
- Награждён медалью Януша Корчака (за заслуги в рамках гуманитарной программы «Помощь Дортмунда детям Польши»).

## Интересный факт
Гюнтер Замтлебе был непосредственным исполнителем установления партнёрских связей между Ростовом-на-Дону и Дортмундом. В мае 2013 года на заседании городской межведомственной комиссии по наименованиям общественно-значимых мест, установке памятных знаков, увековечению имен выдающихся людей и памятных событий — было принято решение назвать именем Гюнтера Замтлебе центральную аллею в сквере им. Дортмунда, который расположен на площади Тружеников в Советском районе Ростова-на-Дону.